# Río Fuengirola
El río Fuengirola, también llamado río Alaminos y río de las Pasadas en su curso alto, es un río del sur de la península ibérica que discurre íntegramente por el territorio del centro sur de la provincia de Málaga, España. 
Junto con su principal afluente, el río Ojén, conforma una red fluvial con una cuenca de 118 km², siendo la segunda en importancia de las llamadas cuencas de la Costa del Sol Occidental, comprendidas entre los ríos Guadiaro y Guadalhorce, que a su vez forman parte de la demarcación hidrográfica de las cuencas mediterráneas de Andalucía. 
Casi todo su curso de 20 km has sido declarado Zona Especial de Conservación. 

## Denominación
Su nombre original es río Gomenaro, este nombre que se le puso procede del apellido Gómez, Las gentes que poblaban la zona del campo de Mijas lo denominaron comúnmente Gomenaro hace más de un siglo, porque los dueños de las tierras por las que el río Gomenaro transcurría se llamaban de apellido Gómez, hay documentos históricos, en concreto cartografía del siglo XVIII y textos del XIX, que se refieren a este cauce como el de Gomenaro. No obstante se divulga otra historia que no es cierta, se declara que al parecer en la ribera del cauce se asentaban artesanos del mar que hacían los cabos con los que se ataban las anclas, es decir las gomenas, evidentemente es una afirmación incorrecta ya que el río Gomenaro no es transitable en su mayor parte, no existen evidencias de cabos ni anclas.[cita requerida]

## Características
El río Ojén nace en el paraje del llano de Los Linarejos de la Sierra de Alpujata y el Alaminos en la Sierra Blanca. Atraviesan los municipios de Ojén y Mijas, donde se unen, desembocando en el Mediterráneo, en el término municipal de Fuengirola. La cuenca del Ojen y el Alaminos está constituida por un sustrato de edad paleozoica y materiales esquistosos de baja permeabilidad, sobre el que descansa una formación del plioceno de arenas y arcilla margosa. El río Fuengirola está constituido por materiales aluviales cuaternarios y depósitos coluviales.
El río Fuengirola presenta un régimen esporádico, pero con tramos tranquilos. Por su parte, el río Ojén y el río Alaminos se corresponden con un régimen hídrico temporal, donde se localizan tramos torrenciales en las partes altas, pasando a un régimen hidráulico de rápidos en las zonas bajas hasta llegar a la integración con el río Fuengirola. 

## Flora y fauna
La parte baja del río está declarada Lugar de Interés Comunitario por su valor ecológico. La nutria tiene una presencia permanente en los tramos superiores de la cuenca fluvial y una presencia estacional en el curso bajo. También se cuentan otras especies como el barbo gitano, la anguila, el cacho, el galápago leproso, el martín pescador, el búho real, el gato montés, el sapo de espuelas, la ranita meridional y el sapillo pintojo meridional.
La ZEC Río Fuengirola tiene una longitud total aproximada de 37 km, constituida por 14 km del río Alaminos o de las Posadas, 17 km del río  Ojén y 6 km del río Fuengirola, formando un continuo que concluye en el límite del término municipal de Fuengirola, coincidiendo con el encauzamiento de este último hasta el mar.